# Reuven Shiloah
Reuven Shiloah (în ebraică ראובן שילוח), născut cu numele de Reuven Zaslanski (n. 20 decembrie 1909, Ierusalim, Imperiul Otoman – d. 10 mai 1959, Ierusalim, Israel) a fost om politic israelian, care a îndeplinit funcția de primul director al Mossad (1 septembrie 1951 - 1952).